# Piper thomsonii
Piper thomsonii är en pepparväxtart som först beskrevs av C. Dc., och fick sitt nu gällande namn av Joseph Dalton Hooker. Piper thomsonii ingår i släktet Piper och familjen pepparväxter. Utöver nominatformen finns också underarten P. t. microphyllum.